# جوزفين جونسون
جوزفين جونسون (بالإنجليزية: Josephine Johnson)‏ (20 يونيو 1910، كيركوود في الولايات المتحدة - 27 فبراير 1990، باتافيا في الولايات المتحدة)؛ كاتِبة مُتخصِّصة في أدب الأطفال، شاعرة وروائية أمريكية.